# 坂口杏里
坂口 杏里（さかぐち あんり、1991年〈平成3年〉3月3日 - ）は、日本の元タレントでYouTuber、元AV女優。
東京都世田谷区出身。母は女優の坂口良子。継父はプロゴルファーの尾崎健夫。

## 略歴
1991年3月3日、東京都に生まれる。成城学園初等学校、成城学園中学校、堀越高等学校卒業。高校の同級生には女優の福田沙紀、蓮佛美沙子がいる。
母は女優の坂口良子、実父は元不動産会社社長の田山恒彦、継父はプロゴルファーの尾崎健夫。実父母は1994年に離婚。
母とテレビのバラエティー番組に出演するなど、2世タレントとして活動した。
2014年、映画『ハニー・フラッパーズ』で映画初主演。2015年6月、六三四第壱回本公演『刀神姫抄-TOUZINKIISHO-』で舞台にも挑戦した。
2016年3月末、自らの申し出により所属事務所のアヴィラを退所したが、事務所側はこのときに坂口の後の活動方針については聞かされていなかったとのこと。
一時バイきんぐの小峠英二と交際していたが、のちに破局。
2016年10月1日、ANRIとして『芸能人ANRI What a day!!』でMUTEKIよりAV女優デビュー、同年11月2日には初ヘアヌード写真集『What a day!!』を講談社より発売。所属事務所退社後はキャバクラ店のホステスとして働きながらANRIの芸名でアダルトビデオの女優や雑誌のヌードモデルとしてメディア出演を続けたが、テレビタレント業については休業状態に陥っていた。
2017年8月の報道では六本木の高級キャバクラで真面目に働いていると伝えられた。同報道では店のNo.1ホステスの座にあり、芸能界復帰は考えていないということだった。その後、別のキャバクラに勤務。
2017年9月29日、自身のインスタグラムでタレント引退を表明。キャバ嬢として生きていくことを明かした。
2018年6月に「ANRI」名義で浅草ロック座にてストリップデビューすることが東スポより報じられたが、直前に出演キャンセルとなった。6月24日、自身のTwitterで新宿のデリヘル「輝き」に「坂口杏里」名義で勤務開始を報告、さらに9月3日、自身のTwitterで神戸のデリヘル「クリスタル」で勤務していることを報告、10月9日には渋谷「デリヘル東京」に出勤していることを報告した。
2022年3月、芸能界復帰を模索しながら飲食店に従事していると報道される。
2022年6月8日、同い年の男性と結婚したことを発表。その後、8月15日に離婚が成立したことをInstagramで発表。当初夫側は離婚は成立していないと主張したが、2023年9月14日、離婚が成立したことを元夫が発表。
2022年11月末、けいれんを起こして倒れ、救急搬送された先の病院での検査の結果、てんかんを発症していたことが判明する。

## 作品

### 坂口杏里名義イメージビデオ
- あこがれ〜アンリ17歳（2008年10月20日、ラインコミュニケーションズ）[29]
- Anrimited（2013年12月20日、イーネット・フロンティア）[30]
- 水玉タレントプロモーション 坂口杏里（2015年10月23日、ジェイ・フォース）[31]

### ANRI名義アダルトビデオ
- 芸能人ANRI What a day!!（2016年10月23日、MUTEKI）[32]
- 芸能人ANRI By KING（2017年2月14日、MOODYZ）
- 芸能人ANRI めちゃくちゃイッてるッ! （2017年3月13日、MOODYZ）
- 本物芸能人と筆下ろししませんか? ANRI （2017年4月13日、MOODYZ）
- ヤルからにはトップを獲る!芸能人ソープ嬢 ANRI （2017年5月13日、MOODYZ）
- 芸能人がチ○ポチ○ポチ○ポまみれの大大大乱交（2017年6月13日、MOODYZ）
- 1日10回射精しても止まらないオーガズムSEX（2017年7月13日、MOODYZ）
- つっこみどころ満載ご奉仕！ おしゃぶり大好き芸能メイド（2017年9月7日、MOODYZ）
- 【VR】長尺 お騒がせバラエティタレントANRI 耳元で囁いて たっぷりオチ●チンをジュボベロ舐め回し オマ●コ超接近見せつけ！ イチャラブ 中出し生セックス（2018年5月25日、こあらVR） - VR配信作

## 出演

### バラエティ
- 音楽ば〜か（2009年4月4日 - 2009年4月18日、テレビ東京）[33] - 昭和歌謡ユニット「美女木ジャンクション」の新メンバー（追加メンバー6名のうちの一人）となるが4月18日の放送で脱退。
- 踊る!さんま御殿!!（2009年10月6日・2010年2月9日・2010年3月23日・2011年1月4日・2011年5月10日・2011年8月16日・2012年3月13日・2013年4月2日、日本テレビ）[33]
- くりぃむクイズ ミラクル9（2012年1月25日、テレビ朝日）[33]
- クイズ!ヘキサゴンII（2010年12月15日・2011年2月23日、フジテレビ）[33]
- ロンドンハーツ女性芸能人真夏のスポーツテスト（2012年8月28日、テレビ朝日）[33]
- 痛快!明石家電視台「女だらけのペンペンペアクイズ」（2012年9月3日、毎日放送）[34]

### 配信
- 坂口杏里のLOVE NIGHT（2019年8月18日、クルーズTV・YouTubeLIVE）[35]

### テレビドラマ
- 発足!ギャル内閣（2014年1月 - 3月、チバテレビ） - 江尻キヨミ 役[36]
- 牙狼〈GARO〉-GOLDSTORM- 翔 第3話（2015年4月24日、テレビ東京） - ミナ 役[37]

### 映画
- トワイライトファイルV『Famille ファミーユ〜フランスパンと私〜』（2008年）[38]
- ハニー・フラッパーズ（2014年） - 主演・桐島実加 役[39]

### 舞台
- 発足!ギャル内閣（2014年5月、中目黒キンケロ・シアター）[40]
- 刀神姫抄-TOUZINKIISHO-（2016年6月18日 - 21日、新宿村LIVE）[41]

### ラジオ
- ぐらび屋（2011年4月30日、レインボータウンFM）[42]
- レコメン! （2013年6月10日、文化放送）[43]

### オリジナルビデオ
- グラドル千本ノック〜巨乳軍vs美乳軍〜（2008年10月24日、ジェネオン エンタテインメント）監督：河崎実[44]

### その他
- Viemo（ヴィーモ）デスクトップキャラクター（2008年12月24日、Viemo）[45]
- パチンコ 大東洋 イメージキャラクター （2013年4月 - 、大東洋）[46]

## 書籍

### エッセイ
- それでも、生きてく（2019年12月13日、扶桑社）ISBN 978-4594083267[47]

### 写真集
- What a day!!（2016年11月2日、講談社）[48]